# Bremen (175Rのアルバム)
『Bremen』（ブレーメン）は、175Rのメジャー4枚目のオリジナルアルバム（通算5枚目）。

## 収録曲
1. Tomorrow
2. 果てなき明日へと
メジャー11thシングル。
3. キラメキ
4. 雨のち君
5. 君と向日葵
メジャー12thシングル。
6. 僕には何が
7. 誕生日
8. Summer Lady
9. 僕はどれだけ自分が幸せかを知らない
10. サンキュー・フォー・ザ・ミュージック
11. Bremen